# Cæsar Boeck

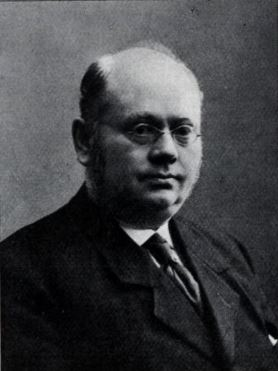
Cæsar Boeck

Cæsar Peter Møller Boeck, född 28 september 1845 i Lier, död 17 mars 1917 i Kristiania, var en norsk dermatolog och syfilidolog. Han var brorson till Christian Peder Bianco och Carl Wilhelm Boeck. 
Boeck blev student 1864 och candidatus medicinæ 1871. Efter att ha fullföljt sin hospitalsutbildning var han 1872 epidemiläkare vid en tyfusepidemi i Sarpsborg och verkade under de följande åren som praktisk läkare. År 1874 reste han till utlandet och studerade dermatologi i Wien. Efter sin hemkomst 1875 blev han förste underläkare vid Rikshospitalets hudavdelning. Åren 1885–86 studerade han åter dermatologi i utlandet, och 1889 anställdes han som överläkare vid Rikshospitalets hudavdelning och lärare vid Kristiania universitet i dermatologi och syfilidologi, 1895 blev han t.f. professor och 1896 professor i detta ämne. År 1915 tog han avsked som professor och överläkare.
Boeck startade 1880 tillsammans med Michael Skjelderup (1834–1902) och Fredrik Stabell (1832–99) "Tidsskrift for praktisk Medicin" och var medlem av dess redaktion, intill den blev "Tidsskrift for den norske Lægeforening". Han publicerade i denna och i andra norska såväl som i utländska tidskrifter, främst "Vierteljahresschrift für Dermatologie und Syphilis" en lång rad arbeten i dermatologiska och syfilidologiska ämnen.